# Хортица (Оренбургская область)
Хортица — село в Александровском районе Оренбургской области России. Административный центр Хортицкого сельсовета.

## География
Село расположено на левом берегу р. Малый Уран, в 100 км к северо-западу от Оренбурга.

## История
Село основано в 1893 г. немецкими переселенцами из хортицких колоний Херсонской губернии. До 1917 г. меннонитское село Кипчакской волости Оренбургского уезда Оренбургской губернии. Меннонитские общины Деевка, Каменка. Земли 1583 десятин. В 1932 г. образованы колхозы «Ротер Октобер» и «Эпоха», в 1950 г. объединённые в колхоз имени Жданова.

## Население
| 2010 |
| ---- |
| 688  |

Национальный состав
По данным Всероссийской переписи населения 2010 года:
| № | Национальность | Численность, чел. | Доля  |
| - | -------------- | ----------------- | ----- |
| 1 | русские        | 449               | 67 %  |
| 2 | татары         | 60                | 9 %   |
| 3 | азербайджанцы  | 38                | 5,7 % |
| 4 | башкиры        | 27                | 3,9 % |
| 5 | немцы          | 27                | 3,9 % |
| 6 | армяне         | 20                | 2,9 % |
| 7 | украинцы       | 17                | 2,5 % |
| 8 | другие         | 50                | 7,0 % |